# Periaeschna laidlawi
Periaeschna laidlawi är en trollsländeart som först beskrevs av W. Foerster 1908.  Periaeschna laidlawi ingår i släktet Periaeschna och familjen mosaiktrollsländor. Inga underarter finns listade i Catalogue of Life.